# Dichaetomyia luteiventris
Dichaetomyia luteiventris este o specie de muște din genul Dichaetomyia, familia Muscidae. A fost descrisă pentru prima dată de Camillo Rondani în anul 1873. Conform Catalogue of Life specia Dichaetomyia luteiventris nu are subspecii cunoscute.